# Lijst van onroerend erfgoed in Antwerpen/Zuid
Een overzicht van het onroerend erfgoed in de wijk Zuid in de gemeente Antwerpen. Het onroerend erfgoed maakt onderdeel uit van het cultureel erfgoed in België.
| Object                                                                | Erfgoedstatus?                                               | Bouwjaar of architect | Deelgemeente | Adres                                                                          | Coördinaten                   | Nummer? | Afbeelding                                                            |
| --------------------------------------------------------------------- | ------------------------------------------------------------ | --------------------- | ------------ | ------------------------------------------------------------------------------ | ----------------------------- | ------- | --------------------------------------------------------------------- |
| Instituut Onze-Lieve-Vrouw                                            |                                                              |                       | Antwerpen    | Amerikalei 38                                                                  | 51° 12' 31" NB, 4° 24' 1" OL  | 6315    | Instituut Onze-Lieve-Vrouw                                            |
| Eclectisch burgerhuis                                                 |                                                              |                       | Antwerpen    | Beeldhouwersstraat 5                                                           | 51° 12' 27" NB, 4° 23' 45" OL | 6316    | Eclectisch burgerhuis                                                 |
| Twee gespiegelde burgerhuizen in Neo-Vlaamserenaissance-stijl         | stadsgezicht                                                 |                       | Antwerpen    | Beeldhouwersstraat 2-4                                                         | 51° 12' 30" NB, 4° 23' 36" OL | 6317    | Twee gespiegelde burgerhuizen in Neo-Vlaamserenaissance-stijl         |
| Neoclassicistisch burgerhuis                                          | stadsgezicht                                                 |                       | Antwerpen    | Beeldhouwersstraat 10                                                          | 51° 12' 29" NB, 4° 23' 37" OL | 6318    | Neoclassicistisch burgerhuis                                          |
| Art nouveau burgerhuis                                                | Monument                                                     |                       | Antwerpen    | Beeldhouwersstraat 22                                                          | 51° 12' 28" NB, 4° 23' 38" OL | 6319    | Art nouveau burgerhuis                                                |
| Eclectisch hoekhuis                                                   | stadsgezicht                                                 |                       | Antwerpen    | Beeldhouwersstraat 26                                                          | 51° 12' 28" NB, 4° 23' 39" OL | 6320    | Eclectisch hoekhuis                                                   |
| Hotel Het Zuidkasteel                                                 | Monument                                                     |                       | Antwerpen    | Bolivarplaats 2, Emiel Banningstraat 58, Gijzelaarsstraat 69                   | 51° 12' 19" NB, 4° 23' 18" OL | 6321    | Hotel Het Zuidkasteel                                                 |
| Eclectische herberg                                                   |                                                              |                       | Antwerpen    | Bolivarplaats 4                                                                | 51° 12' 18" NB, 4° 23' 20" OL | 6322    | Eclectische herberg                                                   |
| Beroepsschool voor meisjes                                            |                                                              |                       | Antwerpen    | Bouwmeestersstraat 3                                                           | 51° 12' 29" NB, 4° 23' 48" OL | 6323    | Beroepsschool voor meisjes                                            |
| Synagoge Shomre Hadass                                                | Monument                                                     |                       | Antwerpen    | Bouwmeestersstraat 7, Schildersstraat 10                                       | 51° 12' 28" NB, 4° 23' 49" OL | 6324    | Synagoge Shomre Hadass                                                |
| Hoekpand in art nouveau                                               |                                                              |                       | Antwerpen    | Coquilhatstraat 2                                                              | 51° 12' 32" NB, 4° 23' 46" OL | 6325    | Hoekpand in art nouveau                                               |
| Brouwerij Brys                                                        | stadsgezicht                                                 |                       | Antwerpen    | De Burburestraat 2, 2A, Vlaamsekaai 42-43                                      | 51° 12' 34" NB, 4° 23' 27" OL | 6327    | Brouwerij Brys                                                        |
| Koffiebranderij                                                       |                                                              |                       | Antwerpen    | De Burburestraat 6-8                                                           | 51° 12' 33" NB, 4° 23' 28" OL | 6328    | Koffiebranderij                                                       |
| Drie eclectische burgerhuizen                                         |                                                              |                       | Antwerpen    | De Vrièrestraat 39-43                                                          | 51° 12' 31" NB, 4° 23' 53" OL | 6329    | Drie eclectische burgerhuizen                                         |
| Burgerhuis ontworpen door G. Maas                                     |                                                              |                       | Antwerpen    | De Vrièrestraat 50                                                             | 51° 12' 30" NB, 4° 23' 51" OL | 6330    | Burgerhuis ontworpen door G. Maas                                     |
| Architectenwoning Guillaume Van Oenen                                 |                                                              |                       | Antwerpen    | De Vrièrestraat 52                                                             | 51° 12' 30" NB, 4° 23' 51" OL | 6331    | Architectenwoning Guillaume Van Oenen                                 |
| Distilleerderij en meergezinswoning                                   |                                                              |                       | Antwerpen    | Edward Pecherstraat 23-29                                                      | 51° 12' 25" NB, 4° 23' 24" OL | 6332    | Distilleerderij en meergezinswoning                                   |
| Art-nouveauburgerhuis met magazijn                                    |                                                              |                       | Antwerpen    | Edward Pecherstraat 22, Gijzelaarsstraat 19                                    | 51° 12' 26" NB, 4° 23' 22" OL | 6333    | Art-nouveauburgerhuis met magazijn                                    |
| Neorenaissance handelspand                                            |                                                              |                       | Antwerpen    | Gentplaats 4, Jan van Gentstraat 2                                             | 51° 12' 22" NB, 4° 23' 13" OL | 6334    | Neorenaissance handelspand                                            |
| Bedrijfsgebouw met burelen en opslagplaats                            |                                                              |                       | Antwerpen    | Gijzelaarsstraat 29                                                            | 51° 12' 24" NB, 4° 23' 20" OL | 6335    | Bedrijfsgebouw met burelen en opslagplaats                            |
| Koffiekantoor De Haes                                                 |                                                              |                       | Antwerpen    | Graaf van Egmontstraat 31, 31A                                                 | 51° 12' 40" NB, 4° 23' 40" OL | 6336    | Koffiekantoor De Haes                                                 |
| Neoclassicistisch burgerhuis                                          |                                                              |                       | Antwerpen    | Graaf van Egmontstraat 33                                                      | 51° 12' 40" NB, 4° 23' 40" OL | 6337    | Neoclassicistisch burgerhuis                                          |
| Sint-Lievenscollege                                                   | Monument                                                     |                       | Antwerpen    | Kasteelpleinstraat 17-31                                                       | 51° 12' 40" NB, 4° 24' 6" OL  | 6338    | Sint-Lievenscollege                                                   |
| Neogotische herenwoning                                               |                                                              |                       | Antwerpen    | Kasteelpleinstraat 59                                                          | 51° 12' 36" NB, 4° 24' 9" OL  | 6339    | Neogotische herenwoning                                               |
| Haringrokerij                                                         | Monument                                                     |                       | Antwerpen    | Kronenburgstraat 34                                                            | 51° 12' 43" NB, 4° 23' 45" OL | 6340    | Haringrokerij                                                         |
| Neoclassicistisch burgerhuis                                          |                                                              |                       | Antwerpen    | Kronenburgstraat 94                                                            | 51° 12' 42" NB, 4° 23' 59" OL | 6341    | Neoclassicistisch burgerhuis                                          |
| Neorococo appartementsgebouw                                          |                                                              |                       | Antwerpen    | Kronenburgstraat 108-110                                                       | 51° 12' 41" NB, 4° 24' 2" OL  | 6342    | Neorococo appartementsgebouw                                          |
| Neorenaissance burgerwoning                                           |                                                              |                       | Antwerpen    | Kronenburgstraat 112                                                           | 51° 12' 41" NB, 4° 24' 2" OL  | 6343    | Neorenaissance burgerwoning                                           |
| Hoekhuis met Kasteelstraat                                            | stadsgezicht                                                 |                       | Antwerpen    | Lambermontplaats 1                                                             | 51° 12' 27" NB, 4° 23' 26" OL | 6344    | Hoekhuis met Kasteelstraat                                            |
| Eenheidsbebouwing van neoclassicistische burgerhuizen                 | stadsgezicht                                                 |                       | Antwerpen    | Lambermontplaats 7-8, 9                                                        | 51° 12' 27" NB, 4° 23' 27" OL | 6345    | Eenheidsbebouwing van neoclassicistische burgerhuizen                 |
| Ensemble met architectenwoning Adolphe Vander Heyden                  | Monument                                                     |                       | Antwerpen    | Lambermontplaats 12-13                                                         | 51° 12' 25" NB, 4° 23' 31" OL | 6346    | Ensemble met architectenwoning Adolphe Vander Heyden                  |
| Burgerhuis in neo-Lodewijk XVI-stijl                                  | stadsgezicht                                                 |                       | Antwerpen    | Lambermontplaats 30                                                            | 51° 12' 25" NB, 4° 23' 25" OL | 6347    | Burgerhuis in neo-Lodewijk XVI-stijl                                  |
| Neoclassicistische meergezinswoning met geknikte gevel                | stadsgezicht                                                 |                       | Antwerpen    | Lambermontplaats 34-35                                                         | 51° 12' 26" NB, 4° 23' 25" OL | 6348    | Neoclassicistische meergezinswoning met geknikte gevel                |
| Hoekhuis met Kasteelstraat                                            | stadsgezicht                                                 |                       | Antwerpen    | Lambermontplaats 36                                                            | 51° 12' 26" NB, 4° 23' 25" OL | 6349    | Hoekhuis met Kasteelstraat                                            |
| Koninklijk Museum voor Schone Kunsten                                 | Monument                                                     |                       | Antwerpen    | Leopold de Waelplaats 1                                                        | 51° 12' 30" NB, 4° 23' 41" OL | 6350    | Koninklijk Museum voor Schone Kunsten                                 |
| Woning en winkelhuizen van J. Verstappen                              | stadsgezicht                                                 |                       | Antwerpen    | Leopold de Waelstraat 18-22                                                    | 51° 12' 29" NB, 4° 23' 30" OL | 6352    | Woning en winkelhuizen van J. Verstappen                              |
| Neoclassicistisch burgerhuis                                          | stadsgezicht                                                 |                       | Antwerpen    | Leopold de Waelstraat 26                                                       | 51° 12' 28" NB, 4° 23' 30" OL | 6353    | Neoclassicistisch burgerhuis                                          |
| Pakhuis la Nationale                                                  |                                                              |                       | Antwerpen    | Cockerillkaai 17, Leuvenstraat 30-32                                           | 51° 12' 41" NB, 4° 23' 23" OL | 6354    | Pakhuis la Nationale                                                  |
| Pakhuizen, bureel en stallen van de Luiknatie                         |                                                              |                       | Antwerpen    | Luikstraat 4-8                                                                 | 51° 12' 37" NB, 4° 23' 21" OL | 6355    | Pakhuizen, bureel en stallen van de Luiknatie                         |
| Twee meergezinswoningen met werkhuis                                  |                                                              |                       | Antwerpen    | Museumstraat 13-15                                                             | 51° 12' 36" NB, 4° 23' 33" OL | 6356    | Twee meergezinswoningen met werkhuis                                  |
| Bedrijfsgebouwen                                                      |                                                              |                       | Antwerpen    | Namenstraat 13-15                                                              | 51° 12' 28" NB, 4° 23' 10" OL | 6357    | Bedrijfsgebouwen                                                      |
| Directeurswoning haringrokerij                                        | stadsgezicht                                                 |                       | Antwerpen    | Scheldestraat 63                                                               | 51° 12' 43" NB, 4° 23' 45" OL | 6361    | Directeurswoning haringrokerij                                        |
| Winkelhuis In 't zicht der Schelde                                    |                                                              |                       | Antwerpen    | Scheldestraat 22                                                               | 51° 12' 46" NB, 4° 23' 31" OL | 6363    | Winkelhuis In 't zicht der Schelde                                    |
| Handelspanden                                                         |                                                              |                       | Antwerpen    | Scheldestraat 32, 36                                                           | 51° 12' 46" NB, 4° 23' 33" OL | 6364    | Handelspanden                                                         |
| Hoger Handelsgesticht                                                 | Monument                                                     |                       | Antwerpen    | Coquilhatstraat 16, De Vrièrestraat 36, Schildersstraat 41                     | 51° 12' 32" NB, 4° 23' 49" OL | 6365    | Hoger Handelsgesticht                                                 |
| Woningensemble De Vijf Werelddeelen                                   | Monument: Schildersstr 2, Schildersstr 6, Plaatsnijdersstr 1 |                       | Antwerpen    | Plaatsnijdersstraat 1, Schildersstraat 2, 6                                    | 51° 12' 30" NB, 4° 23' 48" OL | 6366    | Woningensemble De Vijf Werelddeelen                                   |
| Personeelswoning en kantoorgebouw Zuiderpershuis                      | Monument                                                     |                       | Antwerpen    | Timmerwerfstraat 38                                                            | 51° 12' 43" NB, 4° 23' 28" OL | 6368    | Personeelswoning en kantoorgebouw Zuiderpershuis                      |
| Eclectisch burgerhuis                                                 |                                                              |                       | Antwerpen    | Tolstraat 51                                                                   | 51° 12' 35" NB, 4° 24' 1" OL  | 6369    | Eclectisch burgerhuis                                                 |
| Eclectisch burgerhuis                                                 |                                                              |                       | Antwerpen    | Tolstraat 73                                                                   | 51° 12' 34" NB, 4° 24' 5" OL  | 6370    | Eclectisch burgerhuis                                                 |
| Dit Huis is De Passer genaamd, architectenwoning Jean Jacques Winders | Monument                                                     |                       | Antwerpen    | Tolstraat 85                                                                   | 51° 12' 33" NB, 4° 24' 6" OL  | 6371    | Dit Huis is De Passer genaamd, architectenwoning Jean Jacques Winders |
| Herenhuis in beaux-artsstijl                                          |                                                              |                       | Antwerpen    | Tolstraat 54                                                                   | 51° 12' 33" NB, 4° 24' 1" OL  | 6372    | Herenhuis in beaux-artsstijl                                          |
| Parochiekerk Sint-Walburgis                                           | Monument                                                     |                       | Antwerpen    | Karel Rogierstraat 12, Volkstraat 41                                           | 51° 12' 37" NB, 4° 23' 46" OL | 6373    | Parochiekerk Sint-Walburgis                                           |
| Liberaal Volkshuis Help U Zelve                                       | Monument                                                     |                       | Antwerpen    | Volkstraat 40                                                                  | 51° 12' 40" NB, 4° 23' 43" OL | 6374    | Liberaal Volkshuis Help U Zelve                                       |
| Zuiderpershuis                                                        | Monument                                                     |                       | Antwerpen    | Waalsekaai 14                                                                  | 51° 12' 42" NB, 4° 23' 27" OL | 6376    | Zuiderpershuis                                                        |
| Noordnatie                                                            |                                                              |                       | Antwerpen    | Waalsekaai 25-26, 27, 27B                                                      | 51° 12' 38" NB, 4° 23' 22" OL | 6377    | Noordnatie                                                            |
| Goederenstation Antwerpen-Zuid                                        | Monument                                                     | Franz Seulen          | Antwerpen    | Ledeganckkaai 7                                                                | 51° 12' 26" NB, 4° 22' 60" OL | 7224    | Goederenstation Antwerpen-Zuid                                        |
| De Waterpoort                                                         | Monument                                                     |                       | Antwerpen    | Gillisplaats                                                                   |                               | 83731   | De Waterpoort                                                         |
| Sociaal woonblok met atelierflat Jozef Peeters                        | Monument                                                     |                       | Antwerpen    | De Gerlachekaai 6-8                                                            | 51° 12' 35" NB, 4° 23' 14" OL | 200489  | Sociaal woonblok met atelierflat Jozef Peeters                        |
| Standbeeld Lambermont                                                 | Monument                                                     |                       | Antwerpen    | Lambermontplaats                                                               | 51° 12' 25" NB, 4° 23' 28" OL | 200847  | Upload foto                                                           |
| Monument Schelde Vrij                                                 | Monument                                                     | Jean-Jacques Winders  | Antwerpen    | Marnixplaats                                                                   | 51° 12' 37" NB, 4° 23' 51" OL | 200851  | Monument Schelde Vrij                                                 |
| Magazijn Willaerts                                                    |                                                              |                       | Antwerpen    | Waalsekaai 40-41                                                               |                               | 206802  | Magazijn Willaerts                                                    |
| Neoclassicistisch burgerhuis                                          |                                                              |                       | Antwerpen    | Admiraal de Boisotstraat 35                                                    |                               | 207140  | Neoclassicistisch burgerhuis                                          |
| Twee neoclassicistische burgerhuizen                                  |                                                              |                       | Antwerpen    | Admiraal de Boisotstraat 49-51                                                 |                               | 207141  | Twee neoclassicistische burgerhuizen                                  |
| Neoclassicistisch burgerhuis                                          |                                                              |                       | Antwerpen    | Admiraal de Boisotstraat 6                                                     |                               | 207142  | Neoclassicistisch burgerhuis                                          |
| Neoclassicistisch ensemble van drie burgerhuizen                      |                                                              |                       | Antwerpen    | Allewaertstraat 19-23                                                          |                               | 207145  | Neoclassicistisch ensemble van drie burgerhuizen                      |
| Neoclassicistisch burgerhuis                                          |                                                              |                       | Antwerpen    | Admiraal de Boisotstraat 47                                                    |                               | 207892  | Neoclassicistisch burgerhuis                                          |
| Neoclassicistische stadswoning                                        |                                                              |                       | Antwerpen    | Allewaertstraat 4                                                              |                               | 207894  | Neoclassicistische stadswoning                                        |
| Gekoppelde neoclassicistische burgerhuizen                            |                                                              |                       | Antwerpen    | Allewaertstraat 10-12                                                          |                               | 207895  | Gekoppelde neoclassicistische burgerhuizen                            |
| Neoclassicistische burgerhuizen                                       |                                                              |                       | Antwerpen    | Allewaertstraat 22-24                                                          |                               | 207897  | Neoclassicistische burgerhuizen                                       |
| Neoclassicistisch burgerhuis                                          |                                                              |                       | Antwerpen    | Allewaertstraat 28                                                             |                               | 207898  | Neoclassicistisch burgerhuis                                          |
| Neoclassicistische burgerhuizen                                       |                                                              |                       | Antwerpen    | Allewaertstraat 30-32                                                          |                               | 207899  | Neoclassicistische burgerhuizen                                       |
| Standbeeld van Quinten Matsijs                                        |                                                              |                       | Antwerpen    | Baron Dhanislaan                                                               |                               | 207926  | Standbeeld van Quinten Matsijs                                        |
| Neoclassicistisch hoekpand                                            |                                                              |                       | Antwerpen    | Bolivarplaats 1                                                                |                               | 208081  | Neoclassicistisch hoekpand                                            |
| Neoclassicistisch hoekpand                                            |                                                              |                       | Antwerpen    | Amerikalei 8                                                                   |                               | 208117  | Neoclassicistisch hoekpand                                            |
| Neoclassicistisch burgerhuis                                          |                                                              |                       | Antwerpen    | Amerikalei 40                                                                  |                               | 208118  | Neoclassicistisch burgerhuis                                          |
| Neoclassicistisch samenstel                                           |                                                              |                       | Antwerpen    | Amerikalei 46-48                                                               |                               | 208119  | Neoclassicistisch samenstel                                           |
| Neoclassicistisch burgerhuis                                          |                                                              |                       | Antwerpen    | Amerikalei 72                                                                  |                               | 208120  | Neoclassicistisch burgerhuis                                          |
| Neoclassicistisch burgerhuis                                          |                                                              |                       | Antwerpen    | Amerikalei 94                                                                  |                               | 208122  | Neoclassicistisch burgerhuis                                          |
| Neoclassicistisch herenhuis                                           |                                                              |                       | Antwerpen    | Amerikalei 98                                                                  |                               | 208123  | Neoclassicistisch herenhuis                                           |
| Neoclassicistisch burgerhuis                                          |                                                              |                       | Antwerpen    | Amerikalei 114                                                                 |                               | 208124  | Neoclassicistisch burgerhuis                                          |
| Neoclassicistisch burgerhuis                                          |                                                              |                       | Antwerpen    | Amerikalei 130                                                                 |                               | 208125  | Neoclassicistisch burgerhuis                                          |
| Neoclassicistische burgerhuizen                                       |                                                              |                       | Antwerpen    | Amerikalei 172-174                                                             |                               | 208127  | Neoclassicistische burgerhuizen                                       |
| Ensemble van drie herenhuizen en burgerwoningen                       |                                                              |                       | Antwerpen    | Amerikalei 178-182                                                             |                               | 208128  | Ensemble van drie herenhuizen en burgerwoningen                       |
| Appartementsgebouw, herenhuis en burgerwoning in eclectische stijl    |                                                              |                       | Antwerpen    | Amerikalei 184-192                                                             |                               | 208132  | Appartementsgebouw, herenhuis en burgerwoning in eclectische stijl    |
| Neoclassicistisch hoekcomplex                                         |                                                              |                       | Antwerpen    | Amerikalei 198-200, Baron Dhanislaan 20                                        |                               | 208134  | Neoclassicistisch hoekcomplex                                         |
| Neoclassicistische gevelrij                                           |                                                              |                       | Antwerpen    | Amerikalei 202-204, 210-214                                                    |                               | 208135  | Neoclassicistische gevelrij                                           |
| Neoclassicistisch burgerhuis                                          |                                                              |                       | Antwerpen    | Baron Dhanislaan 7                                                             |                               | 208210  | Neoclassicistisch burgerhuis                                          |
| Neoclassicistisch burgerhuis                                          |                                                              |                       | Antwerpen    | Baron Dhanislaan 2                                                             |                               | 208212  | Neoclassicistisch burgerhuis                                          |
| Neoclassicistisch burgerhuis                                          |                                                              |                       | Antwerpen    | Baron Dhanislaan 4                                                             |                               | 208213  | Neoclassicistisch burgerhuis                                          |
| Neoclassicistisch burgerhuis                                          |                                                              |                       | Antwerpen    | Baron Dhanislaan 8                                                             |                               | 208214  | Neoclassicistisch burgerhuis                                          |
| Neoclassicistisch burgerhuis                                          |                                                              |                       | Antwerpen    | Baron Dhanislaan 10                                                            |                               | 208215  | Neoclassicistisch burgerhuis                                          |
| Neoclassicistisch burgerhuis                                          |                                                              |                       | Antwerpen    | Baron Dhanislaan 12                                                            |                               | 208216  | Neoclassicistisch burgerhuis                                          |
| Twee neoclassicistische burgerhuizen                                  |                                                              |                       | Antwerpen    | Baron Dhanislaan 14-16                                                         |                               | 208217  | Twee neoclassicistische burgerhuizen                                  |
| Neoclassicistisch burgerhuis                                          | stadsgezicht                                                 |                       | Antwerpen    | Beeldhouwersstraat 8                                                           |                               | 208219  | Neoclassicistisch burgerhuis                                          |
| Neoclassicistisch burgerhuis                                          | stadsgezicht                                                 |                       | Antwerpen    | Beeldhouwersstraat 12                                                          |                               | 208220  | Neoclassicistisch burgerhuis                                          |
| Neoclassicistisch burgerhuis                                          | stadsgezicht                                                 |                       | Antwerpen    | Beeldhouwersstraat 14                                                          |                               | 208221  | Neoclassicistisch burgerhuis                                          |
| Neoclassicistisch burgerhuis                                          | stadsgezicht                                                 |                       | Antwerpen    | Beeldhouwersstraat 16                                                          |                               | 208222  | Neoclassicistisch burgerhuis                                          |
| Neoclassicistisch burgerhuis                                          | stadsgezicht                                                 |                       | Antwerpen    | Beeldhouwersstraat 18                                                          |                               | 208223  | Neoclassicistisch burgerhuis                                          |
| Neoclassicistisch burgerhuis                                          | stadsgezicht                                                 |                       | Antwerpen    | Beeldhouwersstraat 20                                                          |                               | 208225  | Neoclassicistisch burgerhuis                                          |
| Stadswoning                                                           | stadsgezicht                                                 |                       | Antwerpen    | Beeldhouwersstraat 24                                                          |                               | 208226  | Stadswoning                                                           |
| Burgerhuis met bakstenen parement                                     |                                                              |                       | Antwerpen    | Beeldhouwersstraat 34                                                          |                               | 208228  | Burgerhuis met bakstenen parement                                     |
| Twee gespiegelde burgerhuizen in neoclassicistische stijl             |                                                              |                       | Antwerpen    | Beeldhouwersstraat 30-32                                                       |                               | 208230  | Twee gespiegelde burgerhuizen in neoclassicistische stijl             |
| Neoclassicistische directeurswoning                                   |                                                              |                       | Antwerpen    | Beeldhouwersstraat 38                                                          |                               | 208231  | Neoclassicistische directeurswoning                                   |
| Neoclassicistisch herenhuis                                           |                                                              |                       | Antwerpen    | Beeldhouwersstraat 46                                                          |                               | 208235  | Neoclassicistisch herenhuis                                           |
| Eclectisch hoekpand                                                   |                                                              |                       | Antwerpen    | Bouwmeestersstraat 1                                                           |                               | 208261  | Eclectisch hoekpand                                                   |
| Schoolmeesterswoning                                                  |                                                              |                       | Antwerpen    | Bouwmeestersstraat 5                                                           |                               | 208262  | Schoolmeesterswoning                                                  |
| Neoclassicistisch burgerhuis                                          |                                                              |                       | Antwerpen    | Bouwmeestersstraat 2                                                           |                               | 208263  | Neoclassicistisch burgerhuis                                          |
| Neoclassicistisch burgerhuis                                          |                                                              |                       | Antwerpen    | Bouwmeestersstraat 8                                                           |                               | 208264  | Neoclassicistisch burgerhuis                                          |
| Art-decoburgerhuis                                                    |                                                              |                       | Antwerpen    | Bouwmeestersstraat 12                                                          |                               | 208265  | Art-decoburgerhuis                                                    |
| Art-decoburgerhuis                                                    |                                                              |                       | Antwerpen    | Bouwmeestersstraat 14                                                          |                               | 208266  | Art-decoburgerhuis                                                    |
| Neoclassicistisch burgerhuis                                          |                                                              |                       | Antwerpen    | Bouwmeestersstraat 16                                                          |                               | 208267  | Neoclassicistisch burgerhuis                                          |
| Distillerie Agra                                                      |                                                              |                       | Antwerpen    | Coquilhatstraat 10-12                                                          |                               | 208269  | Distillerie Agra                                                      |
| Drie rentenierswoningen                                               |                                                              |                       | Antwerpen    | Coquilhatstraat 24, De Vrièrestraat 27-29                                      |                               | 208272  | Drie rentenierswoningen                                               |
| Neoclassicistische burgerhuizen                                       |                                                              |                       | Antwerpen    | Coquilhatstraat 26-28                                                          |                               | 208273  | Neoclassicistische burgerhuizen                                       |
| Neoclassicistisch burgerhuis                                          |                                                              |                       | Antwerpen    | Coquilhatstraat 30                                                             |                               | 208274  | Neoclassicistisch burgerhuis                                          |
| Neoclassicistisch hoekpand met de Verbondstraat                       |                                                              |                       | Antwerpen    | Coquilhatstraat 59                                                             |                               | 208280  | Neoclassicistisch hoekpand met de Verbondstraat                       |
| Neoclassicistisch burgerhuis                                          |                                                              |                       | Antwerpen    | Coquilhatstraat 55                                                             |                               | 208281  | Neoclassicistisch burgerhuis                                          |
| Magazijn                                                              |                                                              |                       | Antwerpen    | Coquilhatstraat 53                                                             |                               | 208282  | Magazijn                                                              |
| Magazijn                                                              |                                                              |                       | Antwerpen    | Coquilhatstraat 39                                                             |                               | 208283  | Magazijn                                                              |
| Neoclassicistisch burgerhuis                                          |                                                              |                       | Antwerpen    | Coquilhatstraat 25                                                             |                               | 208284  | Neoclassicistisch burgerhuis                                          |
| Neoclassicistisch burgerhuis                                          |                                                              |                       | Antwerpen    | Coquilhatstraat 21                                                             |                               | 208285  | Neoclassicistisch burgerhuis                                          |
| Neoclassicistisch burgerhuis                                          |                                                              |                       | Antwerpen    | Coquilhatstraat 19                                                             |                               | 208286  | Neoclassicistisch burgerhuis                                          |
| Neoclassicistische burgerhuizen                                       |                                                              |                       | Antwerpen    | Coquilhatstraat 5, Zwijgerstraat 41                                            |                               | 208287  | Neoclassicistische burgerhuizen                                       |
| Neoclassicistisch burgerhuis                                          |                                                              |                       | Antwerpen    | Coquilhatstraat 9                                                              |                               | 208288  | Neoclassicistisch burgerhuis                                          |
| Drie neoclassicistische burgerhuizen                                  |                                                              |                       | Antwerpen    | Coquilhatstraat 13-17                                                          |                               | 208289  | Drie neoclassicistische burgerhuizen                                  |
| Eclectisch burgerhuis                                                 |                                                              |                       | Antwerpen    | De Burburestraat 4A                                                            |                               | 208290  | Eclectisch burgerhuis                                                 |
| Eclectisch burgerhuis                                                 |                                                              |                       | Antwerpen    | De Burburestraat 12                                                            |                               | 208291  | Eclectisch burgerhuis                                                 |
| Neoclassicistisch burgerhuis                                          |                                                              |                       | Antwerpen    | De Burburestraat 18                                                            |                               | 208292  | Neoclassicistisch burgerhuis                                          |
| Neoclassicistische burgerhuizen                                       |                                                              |                       | Antwerpen    | De Burburestraat 22-24                                                         |                               | 208293  | Neoclassicistische burgerhuizen                                       |
| Appartements- en kantoorgebouw Upstream                               |                                                              |                       | Antwerpen    | Cockerillkaai 18                                                               |                               | 208922  | Appartements- en kantoorgebouw Upstream                               |
| Sociaal woonblok van de stad Antwerpen                                |                                                              |                       | Antwerpen    | Cockerillkaai 32-34, 35, Luikstraat 2                                          |                               | 208924  | Sociaal woonblok van de stad Antwerpen                                |
| Eclectische eenheidsbebouwing                                         |                                                              |                       | Antwerpen    | Edward Pecherstraat 4, Gijzelaarsstraat 1-3, Gillisplaats 5-6, Kasteelstraat 2 |                               | 208926  | Eclectische eenheidsbebouwing                                         |
| Neoclassicistisch hoekpand                                            | stadsgezicht                                                 |                       | Antwerpen    | Lambermontplaats 25                                                            |                               | 208931  | Neoclassicistisch hoekpand                                            |
| Neoclassicistische meergezinswoning                                   |                                                              |                       | Antwerpen    | Emiel Banningstraat 4, 4A                                                      |                               | 208932  | Neoclassicistische meergezinswoning                                   |
| Architectenwoning Emile Vereecken                                     |                                                              |                       | Antwerpen    | Emiel Banningstraat 6                                                          |                               | 208933  | Architectenwoning Emile Vereecken                                     |
| Twee identieke meergezinswoningen                                     |                                                              |                       | Antwerpen    | Emiel Banningstraat 8-10                                                       |                               | 208934  | Twee identieke meergezinswoningen                                     |
| Eclectische dokterswoning                                             |                                                              |                       | Antwerpen    | Emiel Banningstraat 12                                                         |                               | 208935  | Eclectische dokterswoning                                             |
| Neoclassicistisch hoekcomplex                                         |                                                              |                       | Antwerpen    | Emiel Banningstraat 22-24, Pacificatiestraat 32-34                             |                               | 208937  | Neoclassicistisch hoekcomplex                                         |
| Eclectische meergezinswoningen                                        |                                                              |                       | Antwerpen    | Emiel Banningstraat 26-28                                                      |                               | 208938  | Eclectische meergezinswoningen                                        |
| Neoclassicistische meergezinswoning                                   |                                                              |                       | Antwerpen    | Emiel Banningstraat 36                                                         |                               | 208939  | Neoclassicistische meergezinswoning                                   |
| Samenstel van twee winkelpanden                                       |                                                              |                       | Antwerpen    | Emiel Banningstraat 38-40                                                      |                               | 208940  | Samenstel van twee winkelpanden                                       |
| Eclectische meergezinswoning                                          |                                                              |                       | Antwerpen    | Emiel Banningstraat 44                                                         |                               | 208941  | Eclectische meergezinswoning                                          |
| Meergezinswoning met natuurstenen parement                            |                                                              |                       | Antwerpen    | Emiel Banningstraat 49                                                         |                               | 208961  | Meergezinswoning met natuurstenen parement                            |
| Twee samenstellen van neoclassicistische meergezinswoningen           |                                                              |                       | Antwerpen    | Emiel Banningstraat 33-39                                                      |                               | 208962  | Twee samenstellen van neoclassicistische meergezinswoningen           |
| Twee identieke eclectische meergezinswoningen                         |                                                              |                       | Antwerpen    | Emiel Banningstraat 29-31                                                      |                               | 208963  | Twee identieke eclectische meergezinswoningen                         |
| Neoclassicistische meergezinswoningen                                 |                                                              |                       | Antwerpen    | Emiel Banningstraat 25-27                                                      |                               | 208964  | Neoclassicistische meergezinswoningen                                 |
| Samenstel van twee meergezinswoningen                                 |                                                              |                       | Antwerpen    | Emiel Banningstraat 21-23                                                      |                               | 208965  | Samenstel van twee meergezinswoningen                                 |
| Neoclassicistische meergezinswoning                                   |                                                              |                       | Antwerpen    | Emiel Banningstraat 19                                                         |                               | 208966  | Neoclassicistische meergezinswoning                                   |
| Sober neoclassicistisch hoekpand                                      |                                                              |                       | Antwerpen    | Emiel Banningstraat 15-17                                                      |                               | 208967  | Sober neoclassicistisch hoekpand                                      |
| Eclectische meergezinswoning                                          |                                                              |                       | Antwerpen    | Emiel Banningstraat 7                                                          |                               | 208968  | Eclectische meergezinswoning                                          |
| Meergezinswoning met natuurstenen parement                            |                                                              |                       | Antwerpen    | Emiel Banningstraat 5                                                          |                               | 208969  | Meergezinswoning met natuurstenen parement                            |
| Neoclassicistisch burgerhuis ontworpen door Jules Dries               |                                                              |                       | Antwerpen    | Emiel Banningstraat 1                                                          |                               | 208970  | Neoclassicistisch burgerhuis ontworpen door Jules Dries               |
| Hoekcomplex in neoclassicistische stijl                               |                                                              |                       | Antwerpen    | Edward Pecherstraat 1-5, Kasteelstraat 4-6                                     |                               | 208971  | Hoekcomplex in neoclassicistische stijl                               |
| Drie identieke eclectische samenstellen                               |                                                              |                       | Antwerpen    | Edward Pecherstraat 6-9, Kasteelstraat 8-10                                    |                               | 208972  | Drie identieke eclectische samenstellen                               |
| Eclectisch burgerhuis                                                 |                                                              |                       | Antwerpen    | Edward Pecherstraat 56                                                         |                               | 208988  | Eclectisch burgerhuis                                                 |
| Pakhuis                                                               |                                                              |                       | Antwerpen    | Edward Pecherstraat 17-19                                                      |                               | 208989  | Pakhuis                                                               |
| Eclectisch burgerhuis                                                 |                                                              |                       | Antwerpen    | Edward Pecherstraat 21                                                         |                               | 208990  | Eclectisch burgerhuis                                                 |
| Twee eclectische burgerhuizen                                         |                                                              |                       | Antwerpen    | Edward Pecherstraat 37-39                                                      |                               | 208991  | Twee eclectische burgerhuizen                                         |
| Twee eclectische burgerhuizen                                         |                                                              |                       | Antwerpen    | Edward Pecherstraat 41-43                                                      |                               | 208992  | Twee eclectische burgerhuizen                                         |
| Eclectisch hoekpand ontworpen door H. Gielis                          |                                                              |                       | Antwerpen    | Edward Pecherstraat 49-51, Emiel Banningstraat 18                              |                               | 208993  | Eclectisch hoekpand ontworpen door H. Gielis                          |
| Eclectisch hoekcomplex met handelsgelijkvloers                        |                                                              |                       | Antwerpen    | Edward Pecherstraat 58, Pacificatiestraat 47-49                                |                               | 209010  | Eclectisch hoekcomplex met handelsgelijkvloers                        |
| Neoclassicistisch hoekcomplex                                         |                                                              |                       | Antwerpen    | Baron Dhanislaan 1, Pacificatiestraat 36                                       |                               | 209015  | Neoclassicistisch hoekcomplex                                         |
| Burgerhuis met geel bakstenen parement                                | stadsgezicht                                                 |                       | Antwerpen    | Lambermontplaats 10                                                            |                               | 209024  | Burgerhuis met geel bakstenen parement                                |
| Rijk versierd neoclassicistisch burgerhuis                            | stadsgezicht                                                 |                       | Antwerpen    | Lambermontplaats 11                                                            |                               | 209025  | Rijk versierd neoclassicistisch burgerhuis                            |
| Samenstel van twee neoclassicistische burgerhuizen                    | stadsgezicht                                                 |                       | Antwerpen    | Lambermontplaats 14-15                                                         |                               | 209026  | Samenstel van twee neoclassicistische burgerhuizen                    |
| Hoekgebouw met de Kasteelstraat                                       | stadsgezicht                                                 |                       | Antwerpen    | Lambermontplaats 16                                                            |                               | 209027  | Hoekgebouw met de Kasteelstraat                                       |
| Samenstel van twee meergezinswoningen                                 | stadsgezicht                                                 |                       | Antwerpen    | Lambermontplaats 18-19                                                         |                               | 209028  | Samenstel van twee meergezinswoningen                                 |
| Neoclassicistisch hoekpand                                            | stadsgezicht                                                 |                       | Antwerpen    | Lambermontplaats 24                                                            |                               | 209029  | Neoclassicistisch hoekpand                                            |
| Statige neoclassicistische meergezinswoning                           | stadsgezicht                                                 |                       | Antwerpen    | Lambermontplaats 26-27                                                         |                               | 209030  | Statige neoclassicistische meergezinswoning                           |
| Art-nouveaugetinte meergezinswoning                                   | stadsgezicht                                                 |                       | Antwerpen    | Lambermontplaats 28-29                                                         |                               | 209031  | Art-nouveaugetinte meergezinswoning                                   |
| Neoclassicistische meergezinswoning                                   | stadsgezicht                                                 |                       | Antwerpen    | Lambermontplaats 31                                                            |                               | 209032  | Neoclassicistische meergezinswoning                                   |
| Eclectische meergezinswoning                                          | stadsgezicht                                                 |                       | Antwerpen    | Lambermontplaats 32-33                                                         |                               | 209033  | Eclectische meergezinswoning                                          |
| Caféhuis ontworpen door Fl. Verbraeken                                | stadsgezicht                                                 |                       | Antwerpen    | Leopold de Waelstraat 2, Verschansingstraat 1                                  |                               | 209045  | Caféhuis ontworpen door Fl. Verbraeken                                |
| Neoclassicistisch ensemble van 1902                                   | stadsgezicht                                                 |                       | Antwerpen    | Leopold de Waelstraat 4-12                                                     |                               | 209046  | Neoclassicistisch ensemble van 1902                                   |
| Neoclassicistisch burgerhuis                                          | stadsgezicht                                                 |                       | Antwerpen    | Leopold de Waelstraat 14                                                       |                               | 209047  | Neoclassicistisch burgerhuis                                          |
| Neoclassicistisch burgerhuis                                          | stadsgezicht                                                 |                       | Antwerpen    | Leopold de Waelstraat 16                                                       |                               | 209048  | Neoclassicistisch burgerhuis                                          |
| Neoclassicistisch burgerhuis                                          | stadsgezicht                                                 |                       | Antwerpen    | Leopold de Waelstraat 24                                                       |                               | 209049  | Neoclassicistisch burgerhuis                                          |
| Neoclassicistisch burgerhuis                                          | stadsgezicht                                                 |                       | Antwerpen    | Leopold de Waelstraat 28                                                       |                               | 209050  | Neoclassicistisch burgerhuis                                          |
| Samenstel van twee neoclassicistische meergezinswoningen              | stadsgezicht                                                 |                       | Antwerpen    | Leopold de Waelstraat 30-32                                                    |                               | 209051  | Samenstel van twee neoclassicistische meergezinswoningen              |
| Neoclassicistisch burgerhuis                                          | stadsgezicht                                                 |                       | Antwerpen    | Leopold de Waelstraat 34                                                       |                               | 209052  | Neoclassicistisch burgerhuis                                          |
| Neoclassicistisch hoekgebouw                                          | stadsgezicht                                                 |                       | Antwerpen    | Leopold de Waelstraat 36                                                       |                               | 209053  | Neoclassicistisch hoekgebouw                                          |
| Eclectisch hoekpand                                                   | stadsgezicht                                                 |                       | Antwerpen    | Leopold de Waelstraat 37                                                       |                               | 209054  | Eclectisch hoekpand                                                   |
| Sobere neoclassicistische meergezinswoning                            | stadsgezicht                                                 |                       | Antwerpen    | Leopold de Waelstraat 35                                                       |                               | 209055  | Sobere neoclassicistische meergezinswoning                            |
| Twee identieke neoclassicistische meergezinswoningen                  | stadsgezicht                                                 |                       | Antwerpen    | Leopold de Waelstraat 23-25                                                    |                               | 209056  | Twee identieke neoclassicistische meergezinswoningen                  |
| Twee identieke neoclassicistische meergezinswoningen                  | stadsgezicht                                                 |                       | Antwerpen    | Leopold de Waelstraat 19-21                                                    |                               | 209057  | Twee identieke neoclassicistische meergezinswoningen                  |
| Samenstel van twee neoclassicistische burgerhuizen                    | stadsgezicht                                                 |                       | Antwerpen    | Leopold de Waelstraat 17, 17A                                                  |                               | 209058  | Samenstel van twee neoclassicistische burgerhuizen                    |
| Twee neoclassicistische stadswoningen                                 | stadsgezicht                                                 |                       | Antwerpen    | Leopold de Waelstraat 13-15                                                    |                               | 209059  | Twee neoclassicistische stadswoningen                                 |
| Neoclassicistische meergezinswoning                                   | stadsgezicht                                                 |                       | Antwerpen    | Leopold de Waelstraat 11                                                       |                               | 209060  | Neoclassicistische meergezinswoning                                   |
| Eclectisch ensemble ontworpen door Fl. Verbraeken                     | stadsgezicht                                                 |                       | Antwerpen    | Leopold de Waelstraat 3-9                                                      |                               | 209061  | Eclectisch ensemble ontworpen door Fl. Verbraeken                     |
| Neoclassicistisch hoekcomplex                                         | stadsgezicht                                                 |                       | Antwerpen    | Graaf van Hoornestraat 2, Leopold de Waelstraat 1                              |                               | 209062  | Neoclassicistisch hoekcomplex                                         |
| Neoclassicistische stadswoning                                        |                                                              |                       | Antwerpen    | De Vrièrestraat 14                                                             |                               | 209150  | Neoclassicistische stadswoning                                        |
| Sober neoclassicistisch samenstel                                     |                                                              |                       | Antwerpen    | De Vrièrestraat 49-51                                                          |                               | 209152  | Sober neoclassicistisch samenstel                                     |
| Gevelrij ontworpen door G. Van Oenen                                  |                                                              |                       | Antwerpen    | De Vrièrestraat 44-48                                                          |                               | 209153  | Gevelrij ontworpen door G. Van Oenen                                  |
| Wederopbouwwoning met schuilkelder                                    |                                                              |                       | Antwerpen    | Admiraal de Boisotstraat 36                                                    |                               | 210987  | Wederopbouwwoning met schuilkelder                                    |
| Neoclassicistische burgerwoning                                       |                                                              |                       | Antwerpen    | Amerikalei 140                                                                 |                               | 211469  | Neoclassicistische burgerwoning                                       |
| Zuidersluis                                                           |                                                              |                       | Antwerpen    | Cockerillkaai                                                                  |                               | 211474  | Zuidersluis                                                           |
| Installatie Scheldetuin                                               |                                                              |                       | Antwerpen    | Cockerillkaai                                                                  |                               | 212397  | Installatie Scheldetuin                                               |
| Eclectisch burgerhuis                                                 |                                                              |                       | Antwerpen    | Baron Dhanislaan 13                                                            |                               | 212420  | Eclectisch burgerhuis                                                 |
| Brutalistisch appartementsgebouw                                      | stadsgezicht                                                 |                       | Antwerpen    | Beeldhouwersstraat 6                                                           |                               | 212745  | Brutalistisch appartementsgebouw                                      |
| Neoclassicistisch burgerhuis                                          |                                                              |                       | Antwerpen    | Allewaertstraat 14                                                             |                               | 212864  | Neoclassicistisch burgerhuis                                          |
| Neoclassicistisch burgerhuis                                          |                                                              |                       | Antwerpen    | Beeldhouwersstraat 36                                                          |                               | 212865  | Neoclassicistisch burgerhuis                                          |
| Neoclassicistische burgerhuizen                                       |                                                              |                       | Antwerpen    | Beeldhouwersstraat 40-44                                                       |                               | 212866  | Neoclassicistische burgerhuizen                                       |
| Neoclassicistisch burgerhuis                                          |                                                              |                       | Antwerpen    | Beeldhouwersstraat 48                                                          |                               | 212867  | Neoclassicistisch burgerhuis                                          |
| Neoclassicistisch burgerhuis                                          |                                                              |                       | Antwerpen    | De Vrièrestraat 15                                                             |                               | 213676  | Upload foto                                                           |
| Neoclassicistisch burgerhuis                                          |                                                              |                       | Antwerpen    | De Vrièrestraat 34                                                             |                               | 213680  | Neoclassicistisch burgerhuis                                          |
| Modelwoningen                                                         |                                                              |                       | Antwerpen    | De Vrièrestraat 18-20                                                          |                               | 213693  | Modelwoningen                                                         |
| Modelwoningen                                                         |                                                              |                       | Antwerpen    | De Vrièrestraat 38-42                                                          |                               | 213694  | Modelwoningen                                                         |
| Modelwoningen ontworpen door Charles Dens                             |                                                              |                       | Antwerpen    | De Vrièrestraat 9-13                                                           |                               | 213695  | Modelwoningen ontworpen door Charles Dens                             |
| Neoclassicistische stadswoning                                        |                                                              |                       | Antwerpen    | Emiel Banningstraat 3                                                          |                               | 213698  | Neoclassicistische stadswoning                                        |
| Burelen Algemeene Bouwmaatschappij                                    | stadsgezicht                                                 |                       | Antwerpen    | Lambermontplaats 4-5                                                           |                               | 213699  | Burelen Algemeene Bouwmaatschappij                                    |
| Neoclassicistisch burgerhuis                                          |                                                              |                       | Antwerpen    | De Vrièrestraat 21                                                             |                               | 213703  | Neoclassicistisch burgerhuis                                          |
| Neoclassicistisch burgerhuis                                          |                                                              |                       | Antwerpen    | De Vrièrestraat 53                                                             |                               | 213704  | Neoclassicistisch burgerhuis                                          |
| Neoclassicistische meergezinswoning                                   |                                                              |                       | Antwerpen    | Emiel Banningstraat 30                                                         |                               | 213820  | Neoclassicistische meergezinswoning                                   |

District Antwerpen: Antwerpen-Noord · Brederode · Centraal Station · Dam · Eilandje · Haringrode · Harmonie · Havengebied · Historisch Centrum (Oude Stad · Hoogstraat · Groenplaats) · Kiel · Linkeroever · Luchtbal-Rozemaai-Schoonbroek · Markgrave · Meirwijk · Middelheim · Schipperskwartier · Sint-Andries · Stadspark · Tentoonstellingswijk · Theaterbuurt · Universiteitsbuurt · Zuid · Zurenborg

Overige districten: Berchem · Berendrecht-Zandvliet-Lillo · Borgerhout · Deurne · Ekeren · Hoboken · Merksem · Wilrijk

Onroerend erfgoed in de provincie Antwerpen